# اما لیپمن
اما لیپمن (انگلیسی: Emma Lipman؛ زادهٔ ۲۳ فوریهٔ ۱۹۸۹) بازیکن فوتبال اهل بریتانیا است.
از باشگاه‌هایی که در آن بازی کرده‌است می‌توان به باشگاه فوتبال زنان منچستر سیتی اشاره کرد.
وی همچنین در تیم ملی فوتبال Malta بازی کرده‌است.